# Taxon (журнал)
Taxon — рецензований науковий журнал, що виходить раз на два місяці та висвітлює таксономію рослин. Його публікує видавництво Wiley від імені Міжнародної асоціації таксономії рослин, офіційним журналом якої він є. Журнал був заснований у 1952 році і є єдиним місцем, де можуть публікуватися номенклатурні пропозиції та поправки до Міжнародного кодексу номенклатури водоростей, грибів та рослин (за винятком правил щодо грибів). Головним редактором є Дірк К. Альбах (Ольденбурзький університет).

## Реферування та індексація
Журнал реферується та індексується за:
- Aquatic Sciences and Fisheries Abstracts[3]
- Biological Abstracts[4]
- BIOSIS Previews[5]
- CAB Abstracts[6]
- Chemical Abstracts Service[7]
- Current Contents/Сільське господарство, біологія та науки про навколишнє середовище[5]
- GEOBASE[8]
- Science Citation Index Expanded[5]
- Scopus[9]
- The Zoological Record[5]

Відповідно до Journal Citation Reports, імпакт-фактор журналу 2020 року становить 2,817.